# Mondunga
Ne doit pas être confondu avec Mondunga (langue).
Le Mondunga c'est une petite tribu de langue oubanguienne, le mondunga, implanté dans quelques villages du territoire de Lisala, dans le district de la Mongala, au nord-est de la République démocratique du Congo, où les Ngombe sont majoritaires. Ils appartiennent également au grand groupe linguistique Bangala.
Le cardinal Frédéric Etsou Bamungwabi, archevêque de Kinshasa, fut un Mondunga.